# Loi de Vaucouleurs
En astrophysique, la loi de Vaucouleurs décrit le profil de la brillance de surface d'une galaxie elliptique en fonction de la distance {\displaystyle r} à son centre. Cette loi phénoménologique a été formulée pour la première fois en 1948 par l'astrophysicien franco-américain Gérard de Vaucouleurs. Elle est souvent appelée la loi {\displaystyle R^{1/4}}.
En définissant le rayon effectif {\displaystyle R_{\rm {eff}}}, on peut écrire la relation :
{\displaystyle \log _{10}\left({\frac {I(r)}{I_{\rm {eff}}}}\right)=-3,3307\left[\left({\frac {r}{R_{\rm {eff}}}}\right)^{1/4}-1\right]}
où {\displaystyle I_{\rm {eff}}} est la brillance de surface à {\displaystyle r=R_{\rm {eff}}}.